# جمعية الصليب الأحمر في البوسنة والهرسك
جمعية الصليب الأحمر للبوسنة والهرسك (RCS BiH) ; (بالبوسنوية: Društvo Crvenog Krsta/Križa Bosne i Hercegovine)‏ هي جمعية الصليب الأحمر لاتحاد البوسنة والهرسك وهي أحد مكونات الحركة الدولية للصليب الأحمر والهلال الأحمر (المشار إليها فيما بعد بالحركة). وقد اعترفت بها اللجنة الدولية للصليب الأحمر في 8 مايو 2001 وتم قبولها كعضو في الاتحاد الدولي لجمعيات الصليب الأحمر والهلال الأحمر في 7 نوفمبر 2001.
تحدد أحكام القانون والأنظمة ذات الصلة جمعية الصليب الأحمر للبوسنة والهرسك باعتبارها منظمة إنسانية لمواطني البوسنة والهرسك، معترف بها ومرخص لها بتحقيق أهداف ومهام إنسانية معينة وسلطة عامة فيما يتعلق بأنشطة التثقيف الصحي والحماية الاجتماعية وخدمة البحث عن المفقودين وبرامج أخرى الأنشطة في وقت السلم وأثناء الكوارث الطبيعية وغيرها من الكوارث وحالات الطوارئ، وفقا لمبادئ الإنسانية وعدم التحيز والحياد والاستقلال والخدمة التطوعية والوحدة والعالمية.
جمعية الصليب الأحمر للبوسنة والهرسك هي منظمة الصليب الأحمر الوحيدة التي تعمل في جميع أنحاء أراضي البوسنة والهرسك. وهي تتألف من الصليب الأحمر لاتحاد البوسنة والهرسك، والصليب الأحمر لجمهورية صربسكا، والصليب الأحمر لمقاطعة برتشكو في البوسنة والهرسك.

## روابط خارجية
- حساب تعريفي لجمعية الصليب الأحمر في البوسنة والهرسك في موقع الاتحاد الدولي لجمعيات الصليب الأحمر والهلال الأحمر
- الموقع الرسمي لجمعية الصليب الأحمر في البوسنة والهرسك